# River Eau
River Eau är ett vattendrag i Storbritannien.   Det ligger i riksdelen England, i den sydöstra delen av landet, 220 km norr om huvudstaden London.